# Petelia distracta
Petelia distracta är en fjärilsart som beskrevs av Walker 1860. Petelia distracta ingår i släktet Petelia och familjen mätare. Inga underarter finns listade i Catalogue of Life.